# Prima Ofensivă Iași-Chișinău

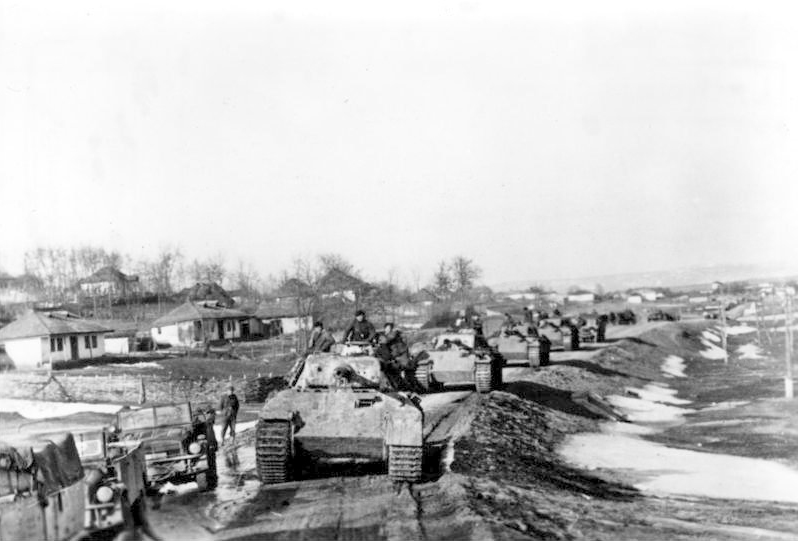
Tancuri ale „Panzergrenadier Division Großdeutschland” lângă Iași, România în aprilie 1944.

Prima Ofensivă Iași-Chișinău a fost purtată între 8 aprilie și 6 iunie 1944 de către sovietici și de puterile Axei în cel de-Al Doilea Război Mondial. Ofensiva a fost complet anihilată de prezența diviziilor blindate germane care au restabilit linia frontului prin contraatacuri eficace. Contraatacurile din aprilie au fost atât de bine executate încât au intrat în manualele unor școli de tactică militară din SUA. Ofensiva a fost, de fapt, o invazie coordonată a României realizată de Armata a 2-a Roșie și de Frontul al 3-lea ucrainean, în conformitate cu strategia lui Stalin de a proiecta puterea militară sovietică și influența politică în Balcani.